# 109-й гвардейский армейский пушечный артиллерийский полк
109-й гвардейский Днепродзержинский армейский пушечный артиллерийский полк — воинская часть Вооружённых сил СССР в Великой Отечественной войне.

## История формирования
3 января 1942 года 156-й гаубичный артиллерийский полк был сформирован в составе РГК (Резерва Главнокомандования)
1 марта 1943 года 156-й армейский артиллерийский полк был преобразован в 109-й гвардейский армейский артиллерийский полк
25 октября 1943 года полку как непосредственно участвовавшему в освобождении Днепродзержинска  присвоено наименование «109-й Гвардейский Днепродзержинский армейский пушечный артиллерийский полк». 
4.06.1944 года полк был преобразован в 45-ю гвардейскую Днепродзержинскую армейскую пушечную артиллерийскую бригаду.

## Командиры
- С 13.01.1942 — 1.09.1943 — майор (гвардии полковник с 7.03.43 г.) Игнатьев, Василий Николаевич (1905 г. р.)
- С 1.09.1943 — 4.06.1944 — гвардии майор Костенко, Пётр Павлович (1905 г. р.)

## Боевой путь
Первый бой полк принял в мае 1942 года в районе г. Волчанск Харьковской области, где принимал участие в Харьковской операции 1942 года.
Полк принял участие в Сталинградской битве, Курской битве, Днепропетровской наступательной операции, Никопольско-Криворожской наступательной операции.
- С 12.05.1942 в подчинении 21 армии.
- С 30.01.1943 по 7.02.1943 г. в подчинении 65 армии.
- С 20.03.1943 в подчинении 15 гвардейской стрелковой дивизии 64 армии (с 1.05.43 - 7 гвардейская армия), а с 22.06.1943 г. в фактическом подчинении 7 гвардейской армии.
- С 8.09.1943 в подчинении 57 армии.
- С 26.09.1943 в подчинении 46 армии.

На момент формирования полк состоял из трёх дивизионов.
- 1-й дивизион, командир капитан Баранов:

1-я батарея, командир старший лейтенант Зубков
2-я батарея, командир лейтенант Христич
3-я батарея, неизвестно
- 2-й дивизион, командир старший лейтенант Кобаков (погиб 12.7.1942 г.):

4-я батарея, командир старший лейтенант Коваленко
5-я батарея, неизвестно
6-я батарея, командир старший лейтенант Измалков (погиб 28.5.1942 г.)
- 3-й дивизион, командир капитан Малашенков:

7-я батарея, командир старший лейтенант Гильгур
8-я батарея, командир лейтенант Смирнов
9-я батарея, командир старший лейтенант Макаров